# Emma García García
Emma García García (Sabadell, 13 de gener de 1999) és una nadadora catalana de natació artística, component del duet mixt de la selecció espanyola. Va ser la iniciadora de la secció de natació artística del Club Natació Sabadell, la primera nadadora del club en passar pel centre de tecnificació catalana i també la primera a entrar en el Centre d'Alt Rendiment de Sant Cugat.
Abans d'entrar en la vida de l'esport, feia música i, fins i tot, va tocar el violí. Tot i que, anys després va descobrir l'esport que combinava tot allò que a ella li agradava fer, aquest esport era la natació artística.

## Trajectòria
L'any 2009, quan tenia 10 anys, es va iniciar en la natació artística en el Club Natació Sabadell. Aleshores, encara no era un esport federat.
Cal esmentar, que des de ben petita, ja havia estat en contacte amb tots els elements que reunia aquest esport (l'aigua, l'esport, la música i la dansa). Per això la natació artística, es va convertir en la seva gran passió amb sols 10 anys i avui en dia encara ho és.
Actualment, l'esportista d'alt rendiment, forma part de la selecció espanyola de natació artística, juntament amb en Pau Ribes formen el duet mixt de la selecció. El seu company del duet mixt, és un barceloní de 27 anys, junts han guanyat i participat en nombrosos campionats.
Pel que fa a la modalitat de duet mixt, cal mencionar que abans no era acceptada i actualment encara no ho és a nivell olímpic. Tot i això, durant la darrera dècada s'ha lluitat per ella i s'ha aconseguit introduir els homes en aquest esport en campionats mundials, però només en la modalitat de duet mixt. Per tant, encara no s'ha acceptat que un home faci la modalitat de solo o totes les altres rutines.

## Palmarès
- 3 medalles d'or en el Swiss Open 2017 en les modalitats d'equip, combo i duet (amb la selecció catalana junior).
- 1 medalla de plata en el Swiss Open 2017 en la modalitat de figures.
- 1 medalla de bronze en el Campionat d'Europa (junior) de Belgrado 2017 en la modalitat de combo.
- 2 medalles de plata en el Campionat d'Espanya Juvenil 2017 en les modalitats de figures i solo.
- 1 medalla d'or a la FINA World Series Trofeu Infantas d'Espanya a Madrid 2018 de la modalitat de combo.
- 1 medalla de bronze en el Campionat d'Europa de Glasgow 2018 en la modalitat de combo.
- 2 medalles de plata a la FINA World Series French Open 2019 en les modalitats de duet mixt tècnic i lliure (amb Pau Ribes).
- 1 medalla de bronze a la FINA World Series Japan Open 2019 en la modalitat de duet mixt tècnic (amb Pau Ribes).
- 2 medalles de bronze a la FINA World Series Spanish Open 2019 en les modalitats de duet mixt tècnic i lliure (amb Pau Ribes).
- 1 medalla de bronze a la FINA World Series Super Final 2019 (Budapest) en la modalitat de duet mixt tècnic (amb Pau Ribes).
- 1 medalla de bronze en el Campionat d'Espanya Absolut 2019 en la modalitat de solo.
- 2 medalles de plata en el Campionat d'Europa de San Petersburgo 2019 en les modalitats de duet mixt tècnic i lliure (amb Pau Ribes).
- 2 medalles d'or a la FINA World Series French Open 2020 en les modalitats de duet mixt tècnic i lliure (amb Pau Ribes).
- 2 medalles d'or al Open USA (virtual) 2021 en les modalitats de duet mixt tècnic i lliure (amb Pau Ribes).
- 2 medalles de plata al Open Kazan 2021 en les modalitats de duet mixt tècnic i lliure (amb Pau Ribes).
- 2 medalles de plata al Open Canadà (virtual) 2021 en les modalitats de duet mixt tècnic i lliure (amb Pau Ribes).
- 1 medalla de bronze a la FINA World Series Super Final 2021 (Barcelona) en la modalitat de duet mixt lliure (amb Pau Ribes).
- 1 medalla de plata a la FINA World Series Super Final 2021 (Barcelona) en la modalitat de duet mixt tècnic (amb Pau Ribes).
- 2 medalles de plata en el Campionat d'Europa de Budapest 2021 en les modalitats de duet mixt tècnic i lliure (amb Pau Ribes).[2]